# Progressione del record italiano del getto del peso maschile

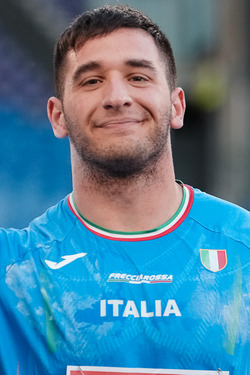
Leonardo Fabbri, detentore del record italiano del getto del peso dal 2024.

La voce seguente illustra la progressione del record italiano del getto del peso maschile di atletica leggera.
Il primo record italiano femminile in questa disciplina venne ratificato il 29 settembre 1901.

## Progressione

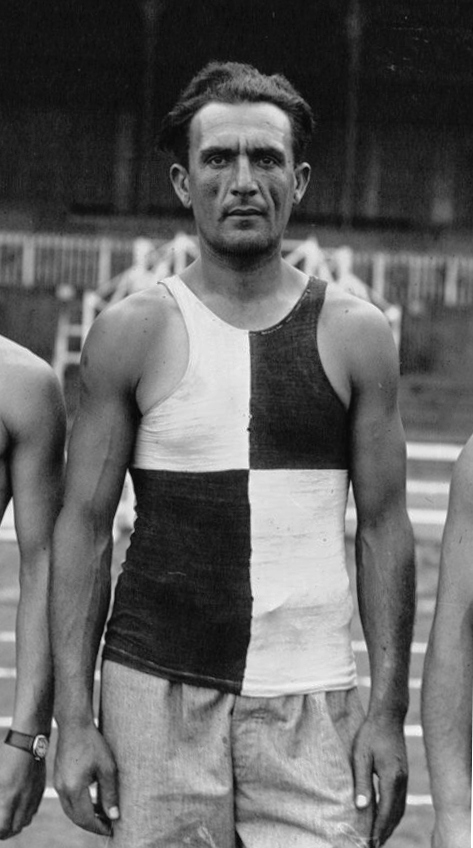
Giuseppe Tugnoli, detentore del record italiano dal 1909 al 1923.

Angiolo Profeti, detentore del record italiano dal 1938 al 1955.

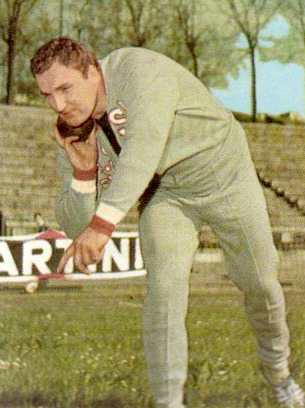
Silvano Meconi, detentore del record italiano dal 1955 al 1969.

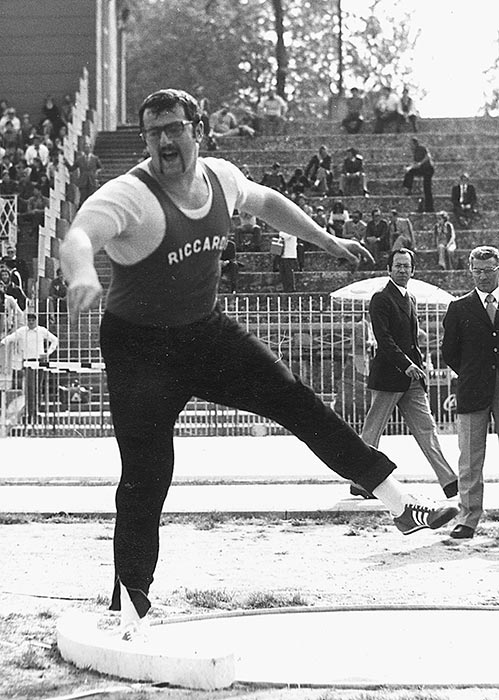
Angelo Groppelli, detentore del record italiano dal 1974 al 1976.

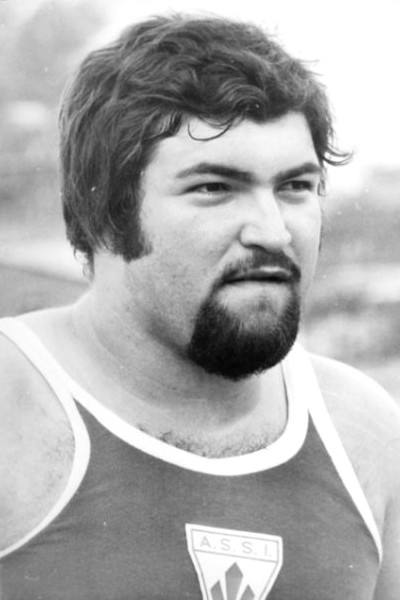
Marco Montelatici, detentore del record italiano dal 1976 al 1978.

| Misura   | Atleta            | Società                            | Luogo                 | Data              | Note  |
| -------- | ----------------- | ---------------------------------- | --------------------- | ----------------- | ----- |
| 8,68 m   | Romeo Monari      | Virtus Atletica Bologna            | Bologna               | 29 settembre 1901 | +     |
| 10,70 m  | Romeo Monari      | Virtus Atletica Bologna            | Roma                  | 31 giugno 1906    | +     |
| 11,55 m  | Arturo Tirelli    | Società Ginnastica La Patria Carpi | Verona                | 8 settembre 1906  | +     |
| 13,60 m  | Giuseppe Tugnoli  | Sempre Avanti Bologna              | Bologna               | 17 ottobre 1909   | +     |
| 13,85 m  | Giuseppe Tugnoli  | Sempre Avanti Bologna              | Verona                | 5 giugno 1910     | +     |
| 14,095 m | Aurelio Lenzi     | Atletica Libertas Pistoia          | Padova                | 12 agosto 1923    |       |
| 14,125 m | Lauro Bononcini   | Virtus Bologna Sportiva            | Bologna               | 12 agosto 1934    |       |
| 14,37 m  | Lauro Bononcini   | Virtus Bologna SPortiva            | Bologna               | 9 giugno 1935     |       |
| 14,37 m  | Ruggero Biancani  | Virtus Bologna Sportiva            | Bologna               | 23 agosto 1936    |       |
| 14,38 m  | Angiolo Profeti   | ASSI Giglio Rosso                  | Bologna               | 23 luglio 1938    |       |
| 14,46 m  | Angiolo Profeti   | ASSI Giglio Rosso                  | Bologna               | 23 luglio 1938    |       |
| 14,70 m  | Angiolo Profeti   | ASSI Giglio Rosso                  | Firenze               | 24 agosto 1938    |       |
| 14,75 m  | Angiolo Profeti   | ASSI Giglio Rosso                  | Verona                | 23 aprile 1939    |       |
| 15,37 m  | Angiolo Profeti   | ASSI Giglio Rosso                  | Torino                | 2 luglio 1939     |       |
| 15,41 m  | Angiolo Profeti   | ASSI Giglio Rosso                  | Atene                 | 15 ottobre 1950   |       |
| 15,425 m | Angiolo Profeti   | ASSI Giglio Rosso                  | Milano                | 8 giugno 1952     |       |
| 15,82 m  | Silvano Meconi    | ASSI Giglio Rosso                  | Bologna               | 19 giugno 1955    |       |
| 16,05 m  | Silvano Meconi    | ASSI Giglio Rosso                  | Atene                 | 10 luglio 1955    |       |
| 16,51 m  | Silvano Meconi    | ASSI Giglio Rosso                  | Friburgo              | 15 ottobre 1955   |       |
| 16,74 m  | Silvano Meconi    | ASSI Giglio Rosso                  | Firenze               | 20 ottobre 1956   |       |
| 17,12 m  | Silvano Meconi    | ASSI Giglio Rosso                  | Formia                | 24 ottobre 1956   |       |
| 17,41 m  | Silvano Meconi    | ASSI Giglio Rosso                  | Milano                | 16 giugno 1957    |       |
| 17,43 m  | Silvano Meconi    | ASSI Giglio Rosso                  | Milano                | 20 aprile 1958    |       |
| 17,53 m  | Silvano Meconi    | ASSI Giglio Rosso                  | Lione                 | 5 ottobre 1958    |       |
| 17,81 m  | Silvano Meconi    | ASSI Giglio Rosso                  | Lione                 | 5 ottobre 1958    |       |
| 17,92 m  | Silvano Meconi    | ASSI Giglio Rosso                  | Dortmund              | 24 gennaio 1959   | i     |
| 17,98 m  | Silvano Meconi    | ASSI Giglio Rosso                  | Kiel                  | 26 gennaio 1959   | i     |
| 18,03 m  | Silvano Meconi    | ASSI Giglio Rosso                  | Verona                | 7 maggio 1959     |       |
| 18,19 m  | Silvano Meconi    | ASSI Giglio Rosso                  | Pescara               | 24 maggio 1959    |       |
| 18,48 m  | Silvano Meconi    | ASSI Giglio Rosso                  | Pescara               | 24 maggio 1959    |       |
| 18,82 m  | Silvano Meconi    | ASSI Giglio Rosso                  | Schio                 | 10 agosto 1960    |       |
| 18,95 m  | Flavio Asta       | Centro Sportivo Carabinieri        | Poitiers              | 13 luglio 1969    |       |
| 18,99 m  | Flavio Asta       | Centro Sportivo Carabinieri        | Verona                | 17 agosto 1969    |       |
| 19,02 m  | Michele Sorrenti  | FIAT Torino                        | Padova                | 31 luglio 1973    |       |
| 19,02 m  | Angelo Groppelli  | Atletica Riccardi                  | Padova                | 23 luglio 1974    |       |
| 19,03 m  | Angelo Groppelli  | Atletica Riccardi                  | Rieti                 | 2 giugno 1975     |       |
| 19,20 m  | Angelo Groppelli  | Atletica Riccardi                  | Roma                  | 25 giugno 1975    |       |
| 19,21 m  | Marco Montelatici | ASSI Giglio Rosso                  | Firenze               | 11 giugno 1976    |       |
| 19,42 m  | Marco Montelatici | ASSI Giglio Rosso                  | Genova                | 9 febbraio 1977   | i     |
| 19,25 m  | Marco Montelatici | ASSI Giglio Rosso                  | Milano                | 7 maggio 1977     | [ 1 ] |
| 19,32 m  | Marco Montelatici | ASSI Giglio Rosso                  | Formia                | 15 maggio 1977    | [ 1 ] |
| 19,37 m  | Marco Montelatici | ASSI Giglio Rosso                  | Firenze               | 1º giugno 1977    | [ 1 ] |
| 19,67 m  | Marco Montelatici | ASSI Giglio Rosso                  | Torino                | 20 giugno 1977    |       |
| 20,00 m  | Marco Montelatici | ASSI Giglio Rosso                  | Milano                | 22 febbraio 1978  | i     |
| 19,78 m  | Angelo Groppelli  | Atletica Riccardi                  | Bergamo               | 3 giugno 1978     | [ 2 ] |
| 20,06 m  | Marco Montelatici | ASSI Giglio Rosso                  | Venezia               | 6 agosto 1978     |       |
| 20,13 m  | Marco Montelatici | ASSI Giglio Rosso                  | Venezia               | 6 agosto 1978     |       |
| 20,13 m  | Bruno Pauletto    | Telettra Rieti                     | Milano                | 23 giugno 1979    |       |
| 20,17 m  | Alessandro Andrei | Gruppo Sportivo Fiamme Oro         | Forlì                 | 23 maggio 1982    |       |
| 20,35 m  | Alessandro Andrei | Gruppo Sportivo Fiamme Oro         | Forlì                 | 23 maggio 1982    |       |
| 20,55 m  | Alessandro Andrei | Gruppo Sportivo Fiamme Oro         | Genova                | 14 gennaio 1984   | i     |
| 21,11 m  | Alessandro Andrei | Gruppo Sportivo Fiamme Oro         | Genova                | 25 gennaio 1984   | i     |
| 20,98 m  | Alessandro Andrei | Gruppo Sportivo Fiamme Oro         | Caravaggio            | 27 maggio 1984    | [ 3 ] |
| 21,11 m  | Alessandro Andrei | Gruppo Sportivo Fiamme Oro         | Caravaggio            | 27 maggio 1984    |       |
| 21,12 m  | Alessandro Andrei | Gruppo Sportivo Fiamme Oro         | Torino                | 3 giugno 1984     |       |
| 21,12 m  | Alessandro Andrei | Gruppo Sportivo Fiamme Oro         | Milano                | 9 giugno 1984     |       |
| 21,13 m  | Alessandro Andrei | Gruppo Sportivo Fiamme Oro         | Milano                | 9 giugno 1984     |       |
| 21,19 m  | Alessandro Andrei | Gruppo Sportivo Fiamme Oro         | Pisa                  | 20 giugno 1984    |       |
| 21,21 m  | Alessandro Andrei | Gruppo Sportivo Fiamme Oro         | Pisa                  | 20 giugno 1984    |       |
| 21,39 m  | Alessandro Andrei | Gruppo Sportivo Fiamme Oro         | Pisa                  | 20 giugno 1984    |       |
| 21,40 m  | Alessandro Andrei | Gruppo Sportivo Fiamme Oro         | Milano                | 27 giugno 1984    |       |
| 21,50 m  | Alessandro Andrei | Gruppo Sportivo Fiamme Oro         | Roma                  | 11 luglio 1984    |       |
| 21,62 m  | Alessandro Andrei | Gruppo Sportivo Fiamme Oro         | Formia                | 4 aprile 1985     |       |
| 21,95 m  | Alessandro Andrei | Gruppo Sportivo Fiamme Oro         | Roma                  | 1º giugno 1985    |       |
| 22,06 m  | Alessandro Andrei | Gruppo Sportivo Fiamme Oro         | Viareggio             | 6 agosto 1986     |       |
| 22,07 m  | Alessandro Andrei | Gruppo Sportivo Fiamme Oro         | San Giovanni Valdarno | 16 maggio 1987    |       |
| 22,17 m  | Alessandro Andrei | Gruppo Sportivo Fiamme Oro         | San Giovanni Valdarno | 16 maggio 1987    |       |
| 22,19 m  | Alessandro Andrei | Gruppo Sportivo Fiamme Oro         | Viareggio             | 12 agosto 1987    |       |
| 22,37 m  | Alessandro Andrei | Gruppo Sportivo Fiamme Oro         | Viareggio             | 12 agosto 1987    |       |
| 22,72 m  | Alessandro Andrei | Gruppo Sportivo Fiamme Oro         | Viareggio             | 12 agosto 1987    |       |
| 22,84 m  | Alessandro Andrei | Gruppo Sportivo Fiamme Oro         | Viareggio             | 12 agosto 1987    |       |
| 22,91 m  | Alessandro Andrei | Gruppo Sportivo Fiamme Oro         | Viareggio             | 12 agosto 1987    |       |
| 22,95 m  | Leonardo Fabbri   | Aeronautica Militare               | Savona                | 15 maggio 2024    | [ 4 ] |
| 22,98 m  | Leonardo Fabbri   | Aeronautica Militare               | Bruxelles             | 14 settembre 2024 |       |